# آن اسمیت (فعال سیاسی)
آن اسمیت (فعال در حدود ۱۶۸۲–۱۶۸۶)، فعال سیاسی انگلیسی و از مخالفان سرسخت کاتولیک‌ها بود. او که یک باپتیست متعصب بود، به همراه خانواده‌اش از آرگیل، نهمین ارل شورشی، در زمانی که او در لندن پنهان شده بود، محافظت کردند و سپس در سال ۱۶۸۳ همراه با او به هلند اسپانیا (هلند جنوبی) گریختند. آن اسمیت با همسرش در اوترخت زندگی می‌کرد و پس از مرگ شوهرش، هزینهٔ «قیام آرگیل» در اسکاتلند و شورش هم‌زمان مانموث در انگلستان را تأمین مالی کرد. او در آمستردام میزبان همدست خود، الیزابت گانت، نیز بود. در سال ۱۶۸۶ بابت فعالیت‌های سیاسی‌اش مورد عفو سلطنتی قرار گرفت، و پس از این تاریخ اطلاعات بیشتری دربارهٔ زندگی او در دست نیست.

## اوایل زندگی
از زندگی اولیهٔ آن اسمیت، پیش از سال ۱۶۸۲، اطلاعاتی در دست نیست. در آن زمان ثبت شده که او همسر یک قنادِ ثروتمند در لندن بوده و در کسب‌وکار او مشارکت داشته است. او در این زمان پیگیر وصول بدهی‌ای بوده که برعهدهٔ برادرزادهٔ سفیر اسپانیا بوده است. آن‌ها دست‌کم صاحب یک فرزند بودند.

## فعالیت سیاسی
پس از پایان «بحران محرومیت» در ۱۶۸۱، چارلز دوم، پادشاه انگلستان، برخورد شدیدی را علیه مخالفان مذهبی آغاز کرد که احتمالاً همین امر انگیزه‌ای شد تا آن اسمیت، که یک باپتیست معتقد بود، دست به فعالیت سیاسی بزند. او با سرگرد آبراهام هولمز، از شورشیان معروف، و رابرت فرگوسن، کشیش پرزبیتری، معروف به «توطئه‌گر»، به‌دلیل شرکتش در توطئه‌هایی مانند توطئهٔ رای‌هاوس و شورش مانموث، آشنا بود.
آن اسمیت همچنین با آرچیبالد کمپبل، نهمین ارل آرگیل، آشنا بود که بعدها در سال ۱۶۸۵ «قیام آرگیل» را رهبری کرد. این شورش تلاشی نافرجام برای سرنگونی جیمز دوم پادشاه کاتولیک انگلستان (که با عنوان جیمز هفتم، پادشاه اسکاتلند نیز بود) به‌شمار می‌رفت و عمدتاً توسط آن اسمیت تأمین مالی می‌شد. آرگیل، سیاستمدار و پرزبیتری اسکاتلندی، در سال ۱۶۸۱ به خیانت متهم و به اعدام محکوم شده بود. او از قلعهٔ ادینبرا گریخته و به لندن پناه برد. آرگیل از طریق آبراهام هولمز با آن اسمیت آشنا شد، و اسمیت محل اقامتی مخفی برای او و خدمتکارش فراهم کرد. ابتدا در خانه‌ای اجاره‌ای نزدیک محل زندگی خودِ اسمیت در بترسی اقامت کردند و سپس به خانهٔ راحت‌تری در برنتفورد نقل مکان کردند. آرگیل در طول اقامت خود در لندن، در تابستان ۱۶۸۲ دیدارهایی مخفی با آنتونی اشلی کوپر (نخستین ارل شفتزبری) داشت و دربارهٔ شورش مذاکره کرد. او همچنین با آرتور فوربز (نخستین ارل گرانارد)، که به شورشی در ایرلند فکر می‌کرد، ملاقات کرد. اما تا پاییز همان سال، آرگیل ناچار شد برای جلوگیری از دستگیری، به هلند اسپانیا (هلند جنوبی) فرار کند.
در دسامبر ۱۶۸۲، آن اسمیت نامه‌ای به فرانسیس «الفنت» اسمیت (که هیچ نسبت خانوادگی با او نداشت) نوشت. فرانسیس اسمیت یک ناشر و کشیش باپتیست بود که جزوه‌هایی دربارهٔ «توطئهٔ پاپی» و نیز متن خیانت‌آمیز ارل شفتزبری با عنوان «نطقی که اخیراً توسط نجیب‌زاده‌ای ایراد شده» منتشر کرده بود، که در نتیجهٔ آن مجبور شده بود به همراه خانواده‌اش به روتردام فرار کند. تا سال ۱۶۸۳، آن اسمیت و همسرش نیز به هلند گریخته و در اوترخت همراه آرگیل زندگی می‌کردند. آن‌ها با یکدیگر به ملاقات جان کاکرین، شورشی اسکاتلندی دیگری که در شهر کلوه زندگی می‌کرد، رفتند. کاکرین نیز به توطئه‌گران پیوست.
در گزارشی که برای دولت انگلستان تهیه شده بود، آن اسمیت به‌عنوان «برانگیزانندهٔ بزرگ توطئه‌ها» توصیف شده است. پس از مرگ همسرش در ۱۶۸۴، اسمیت ثروت او را به ارث برد و بلافاصله مبلغ ۷٬۰۰۰ پوند (معادل حدود ۱٬۴۰۰٬۰۰۰ پوند در سال ۲۰۲۳) به آرگیل داد تا شورش او را تأمین مالی کند. قیام آرگیل در اسکاتلند قرار بود هم‌زمان با «شورش مانموث» در جنوب انگلستان انجام شود، اما آرگیل تنها با ۳۰۰ مرد قیام را آغاز کرد و هرگز نتوانست شمار مورد انتظار سربازان را جذب کند. جیمز اسکات، نخستین دوک مانموث، نیز در آن زمان در هلند در تبعید بود و با مستمری سالیانهٔ ۶٬۰۰۰ پوند (معادل حدود ۱٬۲۰۰٬۰۰۰ پوند در سال ۲۰۲۳) که از سوی فرماندار کل هلند، مارکی دو ساونا دریافت می‌کرد، زندگی می‌گذراند. در ژانویهٔ ۱۶۸۵، گروهی از تبعیدیان انگلیسی در اوترخت ملاقات کردند تا نقشه‌های انقلابی را بررسی کنند، و در فوریهٔ همان سال مانموث و آرگیل در آمستردام دیدار کرده و تصمیم گرفتند که از شمال و جنوب به انگلستان حمله کنند. افزون بر حمایت مالی از آرگیل، آن اسمیت مبلغ ۱٬۰۰۰ پوند (معادل حدود ۱۹۰٬۰۰۰ پوند در سال ۲۰۲۳) نیز به مانموث داد تا او بتواند کشتی‌ای برای سفر به لایم ریجیس اجاره کند.
در زمان قیام، اسمیت در هلند باقی ماند؛ پسرش به شورش مانموث پیوست و مشخص نیست که آیا از شورش جان سالم به در برد یا نه. پس از شکست هر دو قیام، فرگوسن شخصاً به دیدار اسمیت آمد تا خبر شکست را به او بدهد، و آرگیل نیز از زندان نامه‌ای نوشت و از او عذرخواهی کرد که در دادگاه نامش مطرح شده است. تا ژوئیهٔ ۱۶۸۵، هم آرگیل و هم مانموث به اتهام خیانت اعدام شدند.
آن اسمیت همچنین در بهار ۱۶۸۵، پیش از محاکمه و اعدام الیزابت گانت (که در ۲۳ اکتبر همان سال در لندن در آتش سوزانده شد)، در آمستردام به او پناه داد. در دوران آشوب مذهبی دههٔ ۱۶۸۰، اسمیت یکی از حدوداً دوازده زنی است (در کنار گانت) که به‌عنوان فعال و حامی سیاست‌های انقلابی شناخته شده‌اند. آن اسمیت در سال ۱۶۸۶ مورد عفو سلطنتی قرار گرفت و پس از آن تاریخ، هیچ اطلاعات دیگری از زندگی او در دست نیست.